# Precolumbiaans Costa Rica

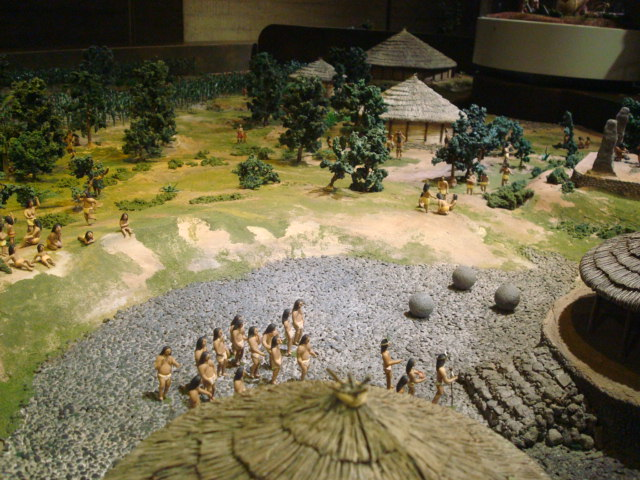
Reconstructie van een dorp uit de Díquiscultuur

Precolumbiaans Costa Rica omvat het deel van de geschiedenis van Costa Rica vanaf de komst van de eerste mensen omstreeks 20.000 jaar geleden tot de Spaanse verovering  in 1502.

## Jager-verzamelaars
Wanneer de mens zuidelijk Midden-Amerika heeft bereikt is niet geheel duidelijk, maar schattingen gaan uit van 20.000 tot 15.000 jaar geleden. De oudste archeologische vondsten van Costa Rica zijn gedaan in de Turrialba-vallei. Deze vondsten bestaan uit stenen projectielpunten van ongeveer 13.000 jaar oud en behoren toe aan de Cloviscultuur. De Cloviscultuur werd voorheen beschouwd als de oudste inheemse Amerikaanse cultuur en kenmerkte zich door langwerpige stenen speerpunten en gereedschap van been en ivoor. Deze eerste inwoners leefden waarschijnlijk in kleine nomadische groepen van twintig tot dertig verwante personen. Het waren jagers op groot wild zoals de destijds nog voorkomende slurfdieren, grondluiaarden, paarden en kamelen. Daarnaast verzamelden ze plantaardig voedsel. 
Het einde van de Laatste IJstijd, ongeveer 10.000 jaar geleden, markeerde de overgang van de lithische periode naar de archaïsche periode. De jager-verzamelaars moesten hun overlevingsstrategieën aanpassen aan de nieuwe omstandigheden die waren ontstaan door het uitsterven van de megafauna en substantiële veranderingen in de vegetatie door de klimaatsveranderingen. Nederzettingen waren in de archaïsche periode zeldzaam en van tijdelijke aard.

## De eerste landbouwsamenlevingen
Tijdens de formatieve periode vond de overgang plaats van jager-verzamelaars naar sedentarisme met een samenleving die in nederzettingen woont en aan landbouw doet. De landbouw ontwikkelde zich in Midden-Amerika vanaf 5000 voor Christus geleidelijk, van kennis over de jaarlijkse cyclus van gewassen tot progressieve domesticatie van maïs, bonen, pompoenachtigen, knolgewassen zoals yuca en zoete aardappel, palm- en fruitbomen. Vanaf circa 2000 voor Christus werd in Costa Rica waarschijnlijk landbouw op kleine schaal bedreven. Mensen woonden in kleine landbouwgemeenschappen en maakten gebruik van keramisch vaatwerk en gereedschap van hout, been en gepolijst steen. Tussen 300 voor en 300 na Christus vond een overgang plaats van kleine stammen die gebaseerd waren op verwantschap met een beperkte hiërarchie en afhankelijk waren van zelfvoorziening naar hiërarchische gemeenschappen met stamhoofden en religieuze leiders zoals sjamanen. Deze sociale organisatie ontstond vanuit een behoefte aan het organiseren van offensieve en defensieve activiteiten, handel en nijverheid. Tussen 300 en 500 na Christus ontwikkelde de productie van goud, koper en tumbaga (een legering van de twee voorgaande metalen) zich in zuidelijk Midden-Amerika, wat het begin markeert van de klassieke periode.

## Overgangszone
Costa Rica lag vanaf het einde van het eerste millennium na Christus tot aan de Spaanse kolonisatie in de overgangszone van Meso-Amerika en de Isthmo-Colombiaanse culturele regio. De kern van Meso-Amerika bevond zich in Mexico en Guatemala met grote beschavingen zoals de Azteken en de Maya's, maar door de migratie van enkele volkeren naar het zuiden liep deze culturele regio door tot in zuidelijk Midden-Amerika. De Isthmo-Colombiaanse culturele regio strekte zich uit van oostelijk Honduras tot Colombia, delen van Venezuela en de kuststreken van Ecuador. De belangrijkste volkeren in Costa Rica in deze periode waren de Chorotega, Huetares en Chibcha.